# Лисичанськвугілля
АТ «Лисичанськвугілля» — вугледобувне державне підприємство Луганської області та спеціалізується на видобутку кам'яного вугілля марок «Д» та «ДГ», реалізації концентрату марки «ДГСШ 0-13», оптовій торгівлі твердим, рідким, газоподібним паливом та подібними продуктами, наданням послуг у сфері вантажних автомобільних перевезень.
Загальні активи підприємства у 2009 р. збільшилися на 6 % — до 807 млн 355 тис. грн
Станом на 1 квітня 2015 року залишкова вартість основних засобів, які облікуються на балансі ПАТ «Лисичанськвугілля», склала 781,1 млн грн.
Чисельність персоналу ПАТ «Лисичанськвугілля» на 1 квітня 2015 року склала 4 697 осіб, включно з 4 429 співробітників виробничого та 171 співробітників адміністративного персоналу.
Загальний фактичний видобуток вугілля 308 363 т (2003).
До ПАТ «Лисичанськвугілля» входять чотири шахти, які є відокремленими підрозділами: Шахта імені Г. Г. Капустіна, Шахта «Привільнянська», Шахта «Новодружеська» та Шахта імені Д. Ф. Мельникова.

## Економічні показники

### Чистий прибуток (збиток)
2010 року чистий прибуток компанії склав 58 млн 343 тис. грн проти збитків в 111 млн 787 тис. грн в 2009 р.
Чистий дохід склав:
- 2012 — 138,5 млн грн.
- 2013 — 115,5 млн грн.
- 2014 — 141,7 млн грн.

Станом на 2015 рік ПАТ «Лисичанськвугілля» мало заборгованість за кредитами та іншими запозиченнями, включаючи наступних кредиторів:
- АТ КБ «Надра» — 169,9 тис. грн.
- ПАТ «Райффайзен Банк Аваль» —119 тис. грн.
- ДП «Вугілля України» — 40,4 млн грн.

## Інциденти
Щонайменше одного з керівників компанії підозрюють в розкраданні 190 тис. грн. За даними слідства, 2016 року він наказував укладати договори закупівлі обладнання за цінами, що значно перевищують ринкові. Після оголошення йому підозри, він втік на окуповану проросійськими терористами територію ОРДЛО.
Список загиблих шахтарів .

## Музей
Лисичанський музей історії розвитку вугільної промисловості
- Музей історії гірничої справи [Архівовано 21 квітня 2020 у Wayback Machine.]

## Шахти
Більш детальна інформація - на сторінці Шахти Лисичанська
- Шахта ім. Д. Мельникова координати
- Шахта "Новодружеська" координати
- Шахта "Привільнянська" координати
- Шахта ім. Г.Капустіна координати

### Закриті шахти
| Назва шахти          | Старі назви                             | роки      | на карті   |
| -------------------- | --------------------------------------- | --------- | ---------- |
| N1 Перша шахта !     | Перша шахта Донбасу                     | 1796      | координати |
| 1 Травня             | Корунд, м.Привілля                      | 19        | координати |
| Артема               | м.Привілля                              | 19-19     | координати |
| Войкова              | Осьмушенна                              | 1928-1976 | координати |
| Дагмара              | радянська назва "Клари Цеткін"          | 1866-1929 | координати |
| Капітальна           |                                         |           | координати |
| Кремінна № 1         |                                         | 1954-20?? | координати |
| Кремінна Східна      |                                         | 1932-1962 | координати |
| Кремінна Західна     |                                         | 1939-20?? | координати |
| Крупської            | Анненська                               | 19-19     | координати |
| Матроська            |                                         | 19-19     | координати |
| Мельникова N1-2      | Братів Шмаєвих                          | 1908-1969 | координати |
| Мельникова № 3       |                                         | 19-19     | координати |
| ОГПУ                 | Євгеньєвка                              | 1916-1960 | координати |
| Оріон                |                                         | 19-19     | координати |
| Сєвєродонецька       |                                         | 19-19хх   | координати |
| Скальковський        | Рухимовича                              | 19-19хх   | координати |
| Титова               | Ванда (Олександро-Дмитрієвський рудник) | 1912-1960 | координати |
| Томашевская-Північна |                                         | 19-19     | координати |
| Томашовская-Південна |                                         | 19-19     | координати |
| Трахтирева           |                                         | 19-19     | координати |
| Чорноморка           | Орловська                               | 1926-2003 | координати |

Більш детальна інформація - на сторінці Шахти Лисичанська

## Згадки у ЗМІ
```
- 
Суспільне Донбас: Сюжет від 29 жовт. 2018 р.
```

## Світлини

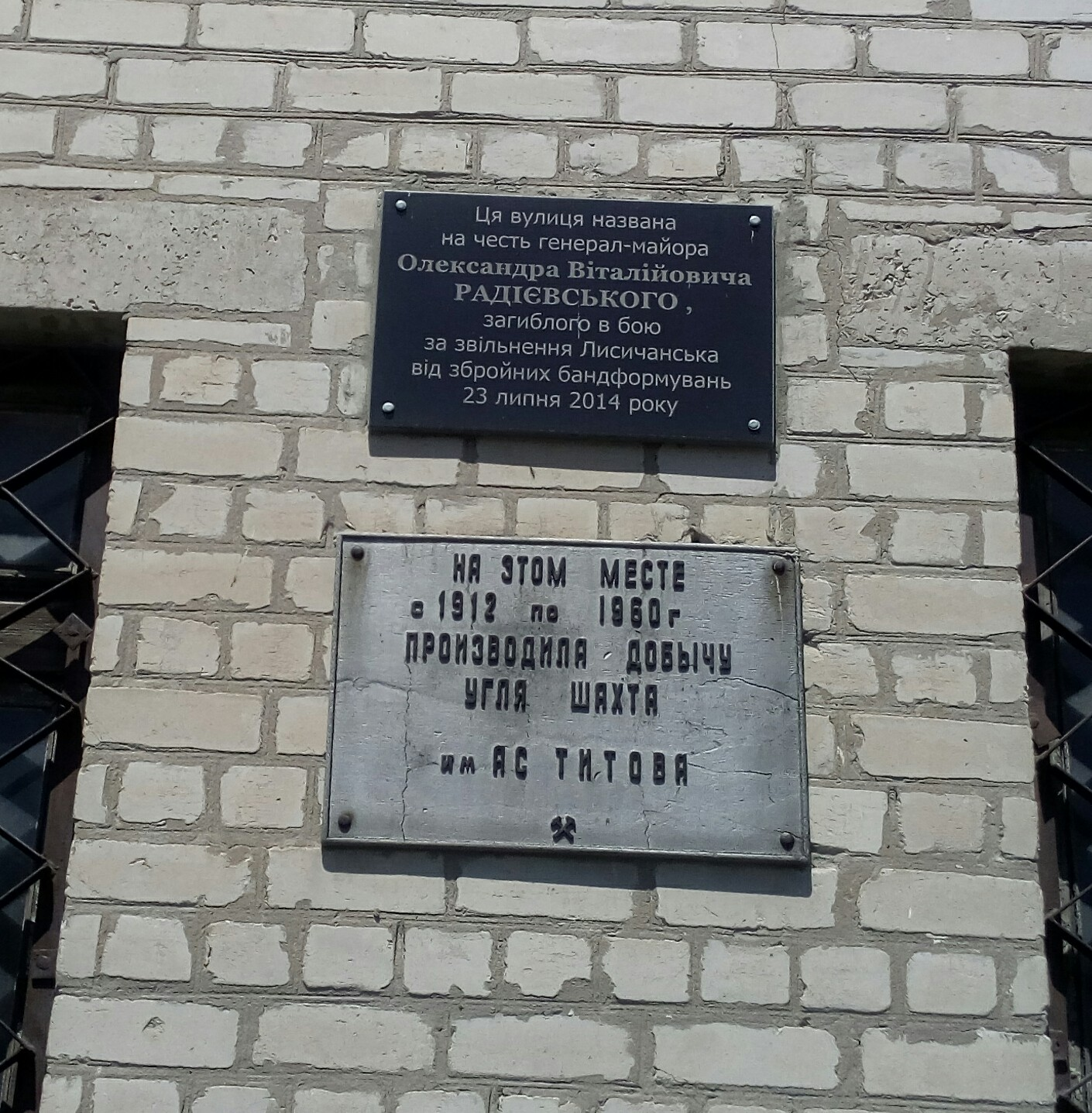
Шахта Титова
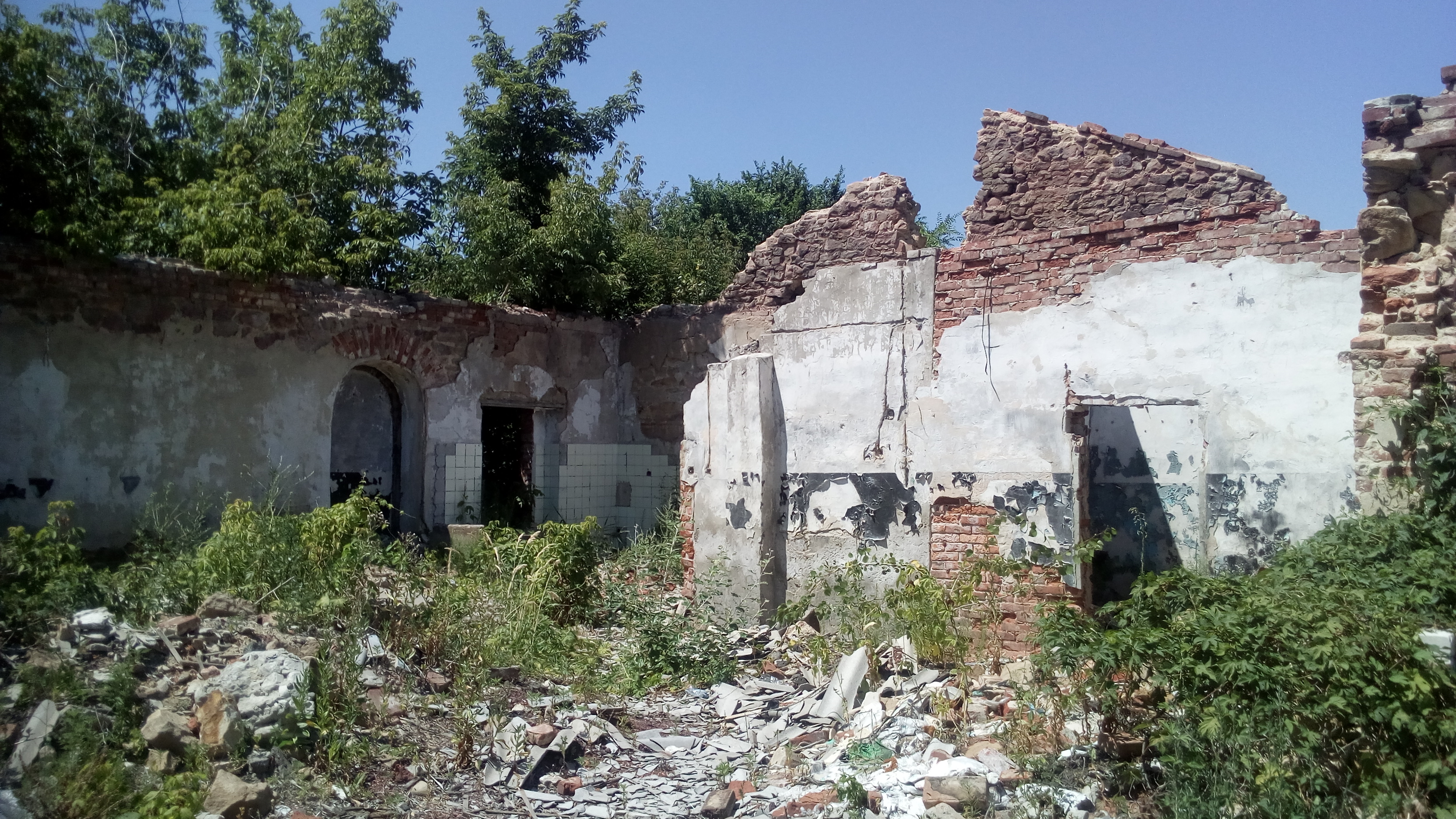
Шахта Титова
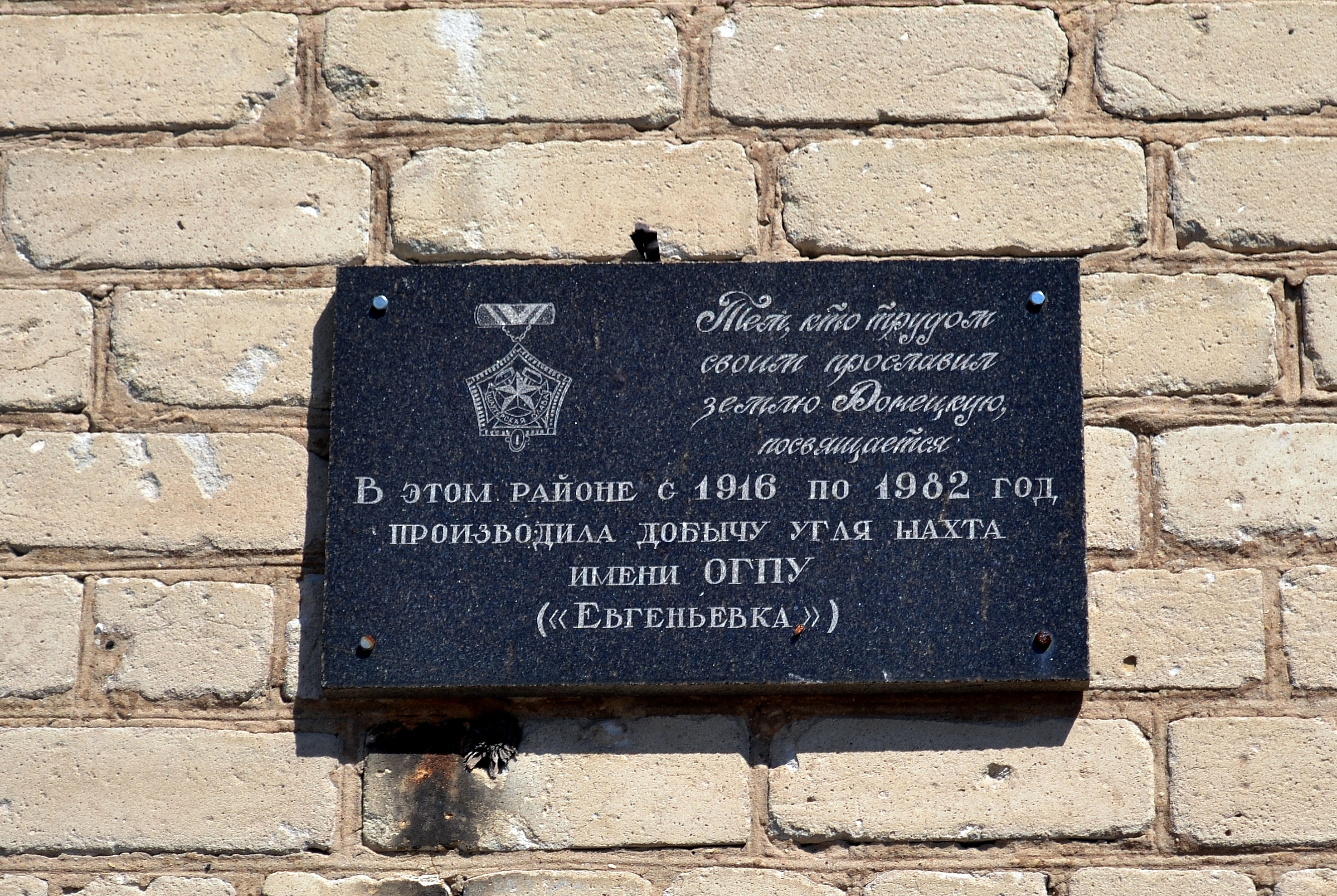
Шахта ОГПУ
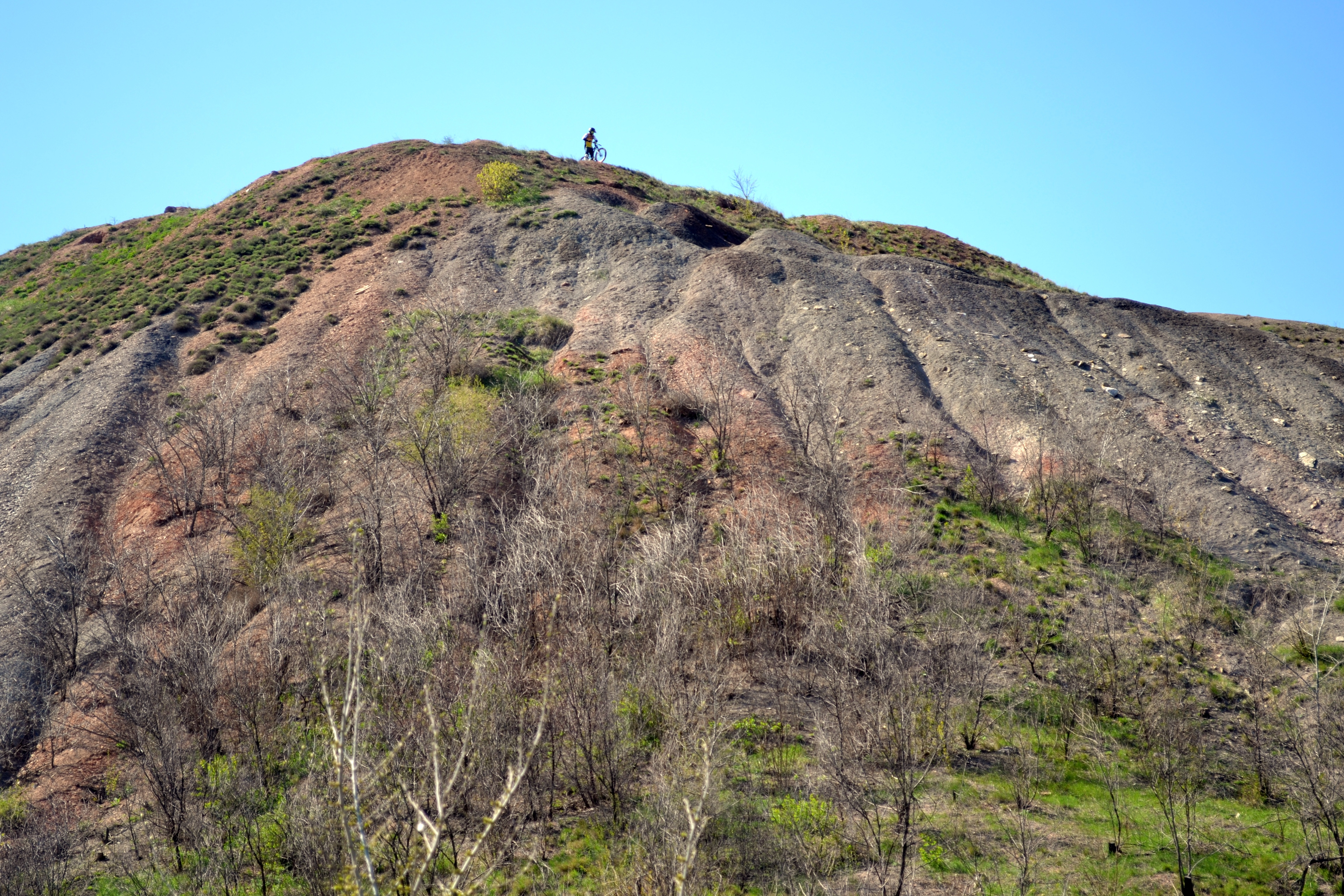
ОГПУ
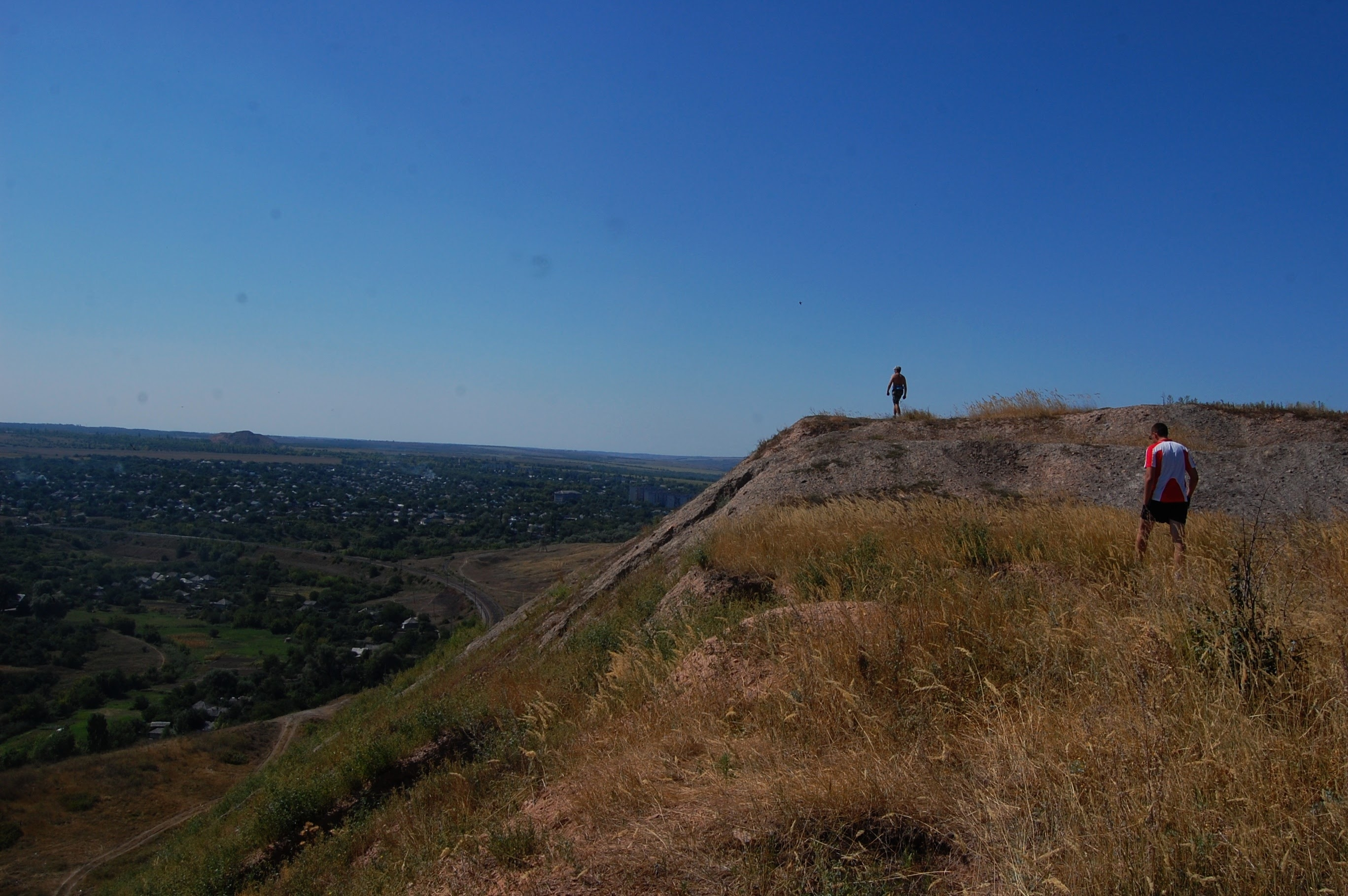
ОГПУ
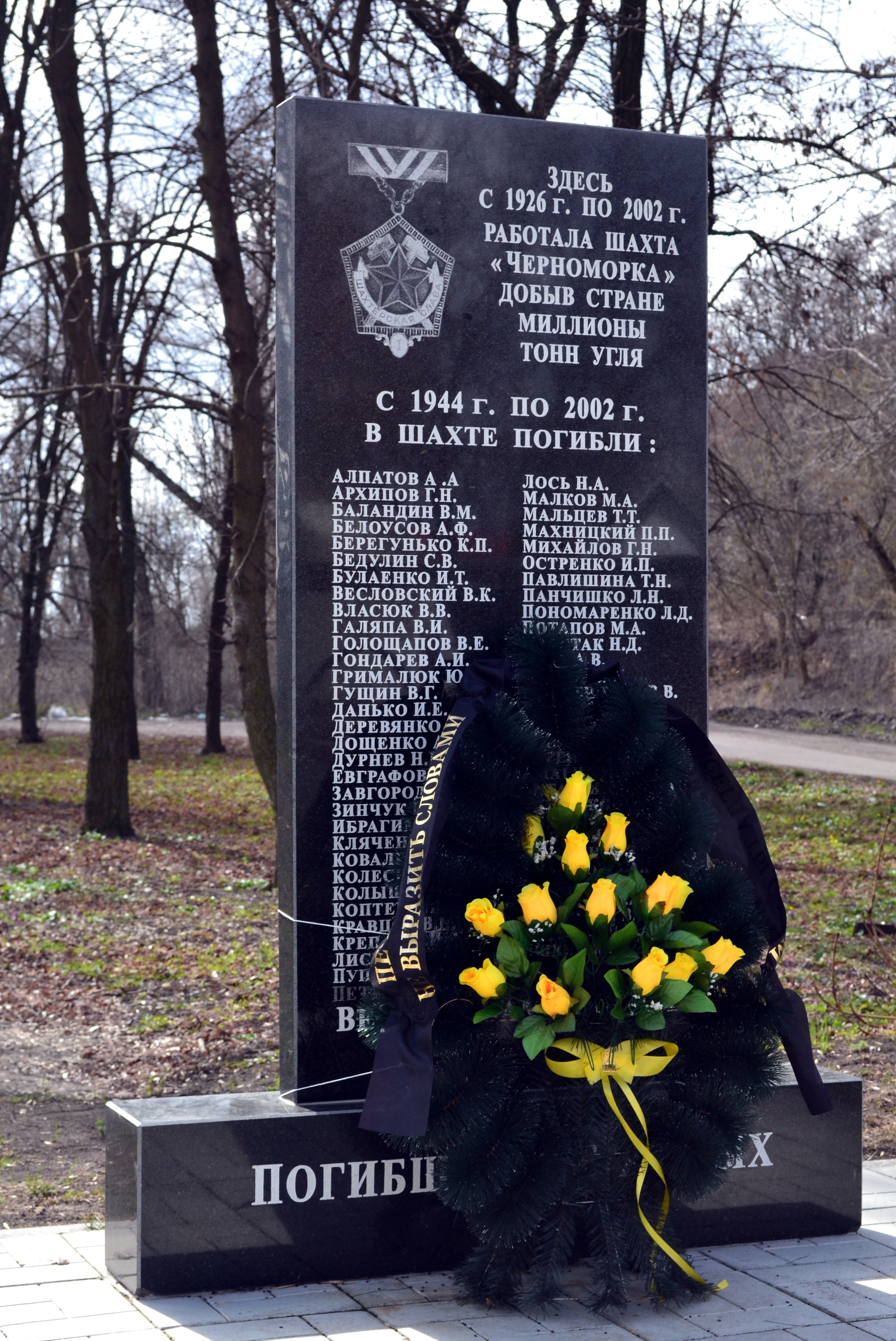
Чорноморка
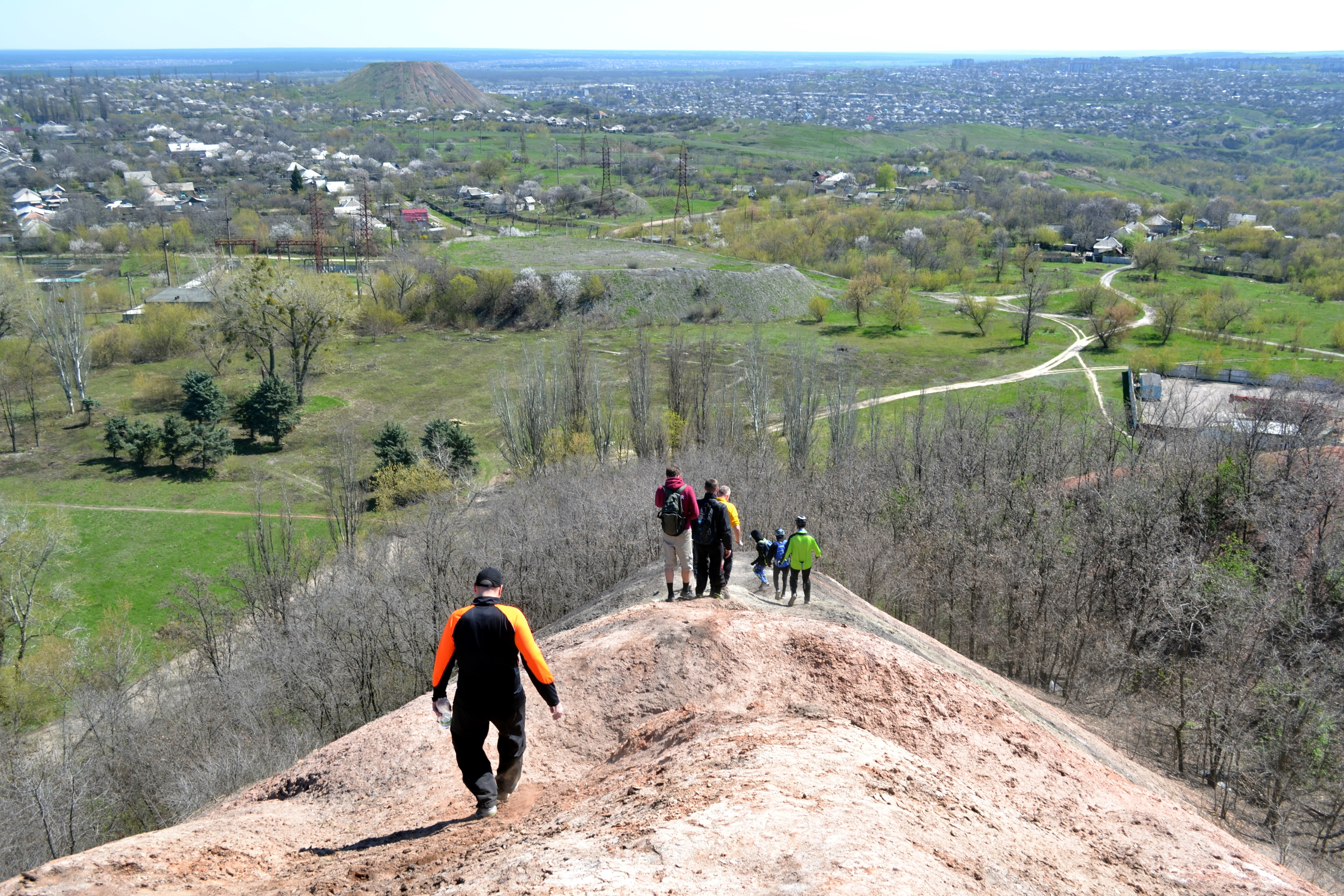
Чорноморка
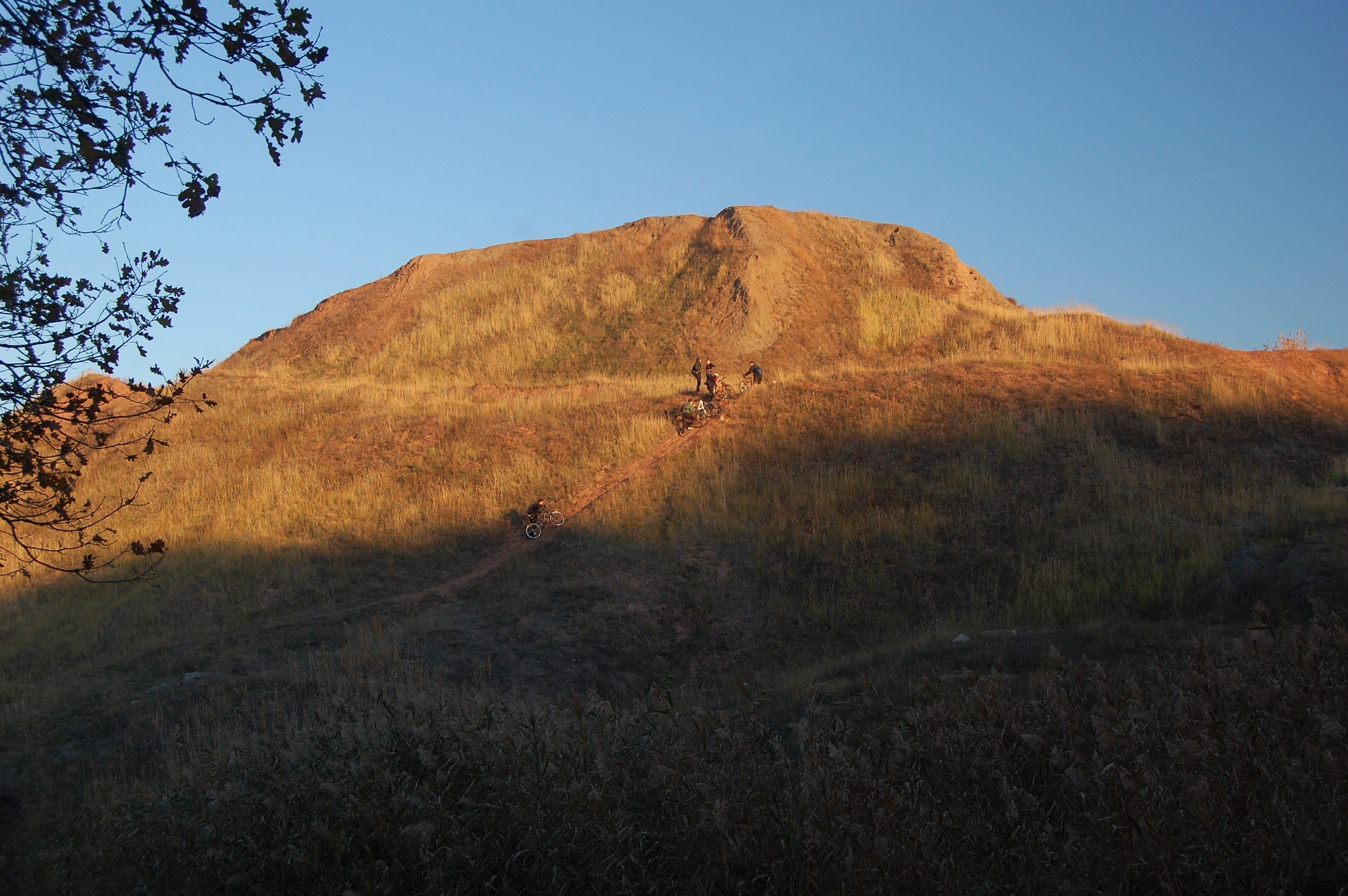
Терикон Войкова
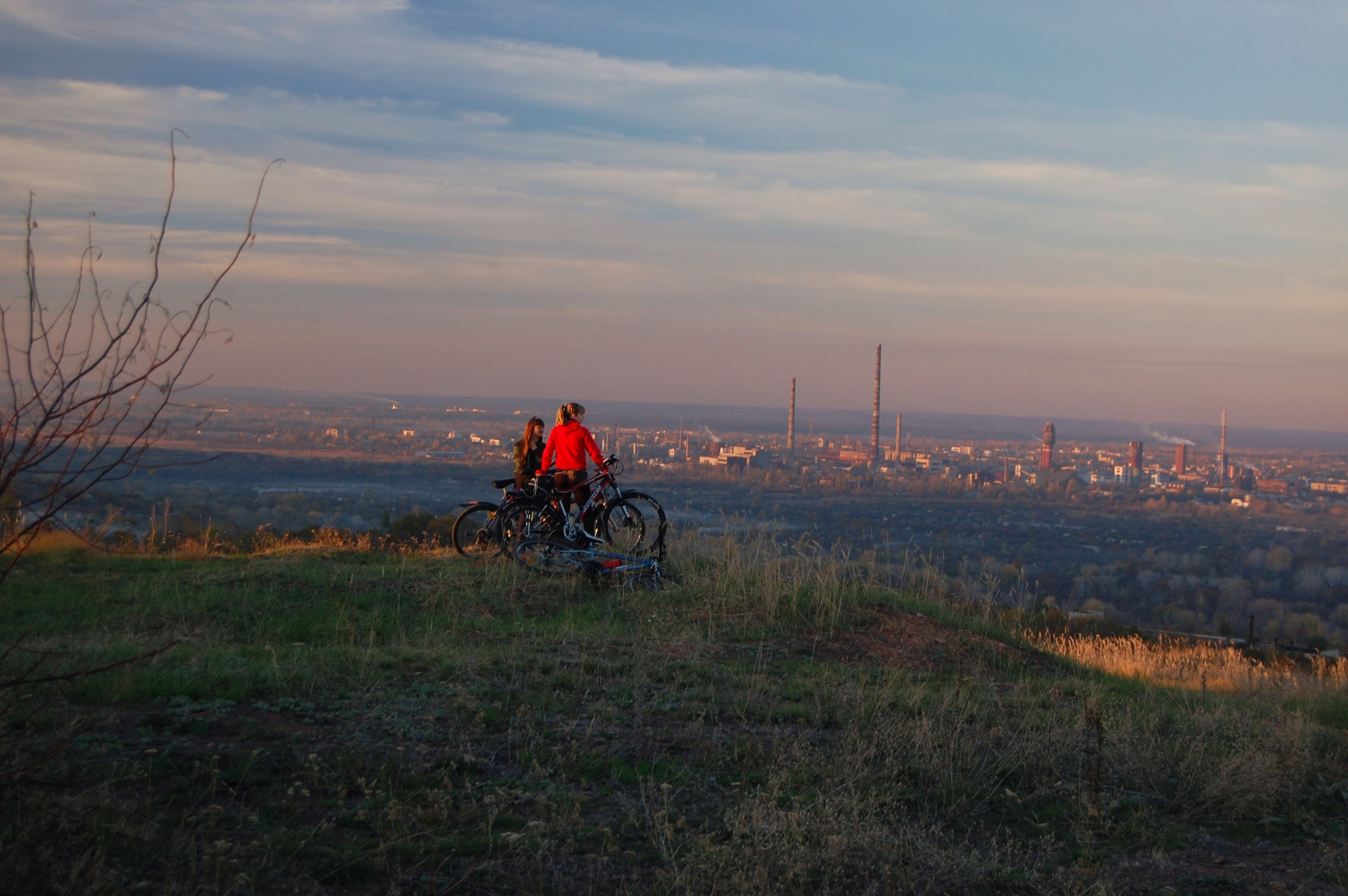
на Войкова